# 백범로 (서울)
백범로(白凡路)는 서울특별시 마포구 노고산동 신촌로터리에서 용산구 삼각지역을 잇는 왕복 6차선의 도로로 총 길이는 4.1 km이다.

## 역사
- 1966년 11월 26일 : ‘삼각지(용산구 한강로1가 100)~용산서앞(용산구 원효로1가 133)’ 구간을 용산로(龍山路)로 지정[2]
- 1972년 11월 26일 : ‘신촌로터리~서강대학교~공덕로터리’ 구간을 서강로(西江路)로 지정[3]
- 1977년 6월 17일 : 지금의 공덕역에서 (구)용산구청 구간(길이 1.4km)을 용마로(龍馬路)로 지정
- 1984년 11월 7일 : 용산로와 용마로를 합하여, 이 도로에서 인근에 있는 효창공원에 안장된 독립운동가 김구의 호인 백범(白凡)을 따서 명명함.
- 2010년 : 서강로를 백범로에 통합함.

## 노선
- 신촌로터리 (2호선 신촌역) - 서강대학교 - 대흥역 - 염리동 행정복지센터 - 서울여고 - 공덕역 - 신공덕동 행정복지센터 - 서울자동차고등학교 - 효창공원앞역 - (구)용산구청 - (구)용산등기소 - 삼각지역

## 연결 도로
이 도로의 시점인 신촌로터리(2호선 신촌역)에서는 신촌로, 서강로 및 연세로와 교차한다. 중간 지점인 공덕역에서는 마포대로와 만리재로가 접하고 있다. 종점인 삼각지역에서는 한강대로와 이태원로가 연결된다.